# Gaferut
Gaferut è un atollo disabitato dell'oceano Pacifico appartenente all'arcipelago delle Isole Caroline situato nello Stato di Yap, parte degli Stati Federati di Micronesia.

## Geografia fisica

### Territorio
L'atollo ha una laguna circondata da una barriera corallina larga 1,5 km e lunga 1 km circa all'interno della quale sorge una sola piccola isola con una superficie di circa 0,11 km². L'isola, di forma ovale, è contornata da una sottile striscia di sabbia corallina che si allarga nella parte nord-occidentale, l'interno invece è ricoperto dalla vegetazione. Sulla superficie non ci sono specchi d'acqua dolce ma solo alcune pozze che raccolgono l'acqua piovana.

### Geologia
Il suolo dell'isola è composto da tre elementi: roccia fosfatica, sedimenti di corallo e sabbia. Una larga porzione della parte interna dell'isola è ricoperta da humus e guano di uccelli marini.

### Clima
La zona è caratterizzata da clima tropicale con alta umidità e poche variazioni della temperatura atmosferica durante le stagioni, le precipitazioni sono uniformi durante l'anno con un lieve aumento in estate.
L'area è anche soggetta al passaggio di tifoni con piogge molto intense, forti venti e violente mareggiate; sappiamo per certo che l'atollo Gaferut fu investito in pieno da una tempesta tropicale nel 1905, riportando danni alla vegetazione dell'isola.

## Flora e fauna
Una spedizione scientifica del 1954 ha identificato e censito la presenza sull'isola di diverse specie vegetali ed animali.
La vegetazione predominante è composta da arbusti (Heliotropium arboreum) e da alcune palme da cocco (Cocos nucifera), trascurabile la presenza di piante del genere Caesalpinia. La superficie è ricoperta in prevalenza da Fleurya ruderalis, una pianta erbacea, ma è stata osservata anche la presenza di esemplari appartenenti al genere Cucurbita. Nella parte meridionale, dove la densità degli arbusti è minore, si riscontra la presenza di Ipomoea e Boerhavia diffusa.
Nei dintorni dell'atollo e del suo reef è possibile osservare numerosi uccelli marini che qui nidificano, gli studiosi approdati sull'isola negli anni 50 hanno identificato tra gli altri esemplari di Fregata minore (Fregata minor palmerstoni), Sula piedirossi (Sula sula rubripes) e Sterna bianca (Gygis alba candida). Il report di una più recente visita sull'isola segnala anche la presenza della Sula fosca (Sula leucogaster). Nella parte settentrionale dell'isola, dove la vegetazione lascia spazio ad una lingua di sabbia, è stata osservata la presenza di uno stormo di Voltapietre (Arenaria interpres interpres) e di Charadriinae in volo.
La fauna terrestre è composta in prevalenza dal Granchio del cocco (Birgus latro) e dalla lucertola Emoia cyanura, sono stati altresì osservati esemplari di paguro (Paguroidea) e ragni della famiglia Araneidae.
Gaferut è anche un centro di nidificazione delle tartarughe marine (Chelonia mydas), in particolare il reef che protegge la laguna nella parte settentrionale presenta una larga depressione che attira numerose tartarughe e che talvolta viene sfruttata dagli indigeni per catturarle.

## Storia
L'atollo era utilizzato dalle popolazioni indigene come punto di sosta e rifornimento lungo le rotte tradizionali che collegavano le varie isole. Secondo la tradizione locale chi arrivava sull'isola doveva per prima cosa presentare un'offerta agli spiriti degli animali che la popolavano come ringraziamento per le risorse naturali che l'isola metteva a disposizione del visitatore.
Una delle prime menzioni dell'atollo da parte dei visitatori forestieri risale ai resoconti di Juan Antonio Cantova, missionario gesuita che visitò le isole Caroline nel 1731.
A inizio Ottocento il capitano Grimes a bordo della nave Jean scoprì un'isola, da lui chiamata Grimes Island, probabilmente identificabile con Gaferut, ma non vi è certezza in merito in quanto le coordinate da lui riportate non erano precise. Tuttavia per molto tempo il nome Grimes Island, come altresì High Island, venne comunemente utilizzato per indicare Gaferut. Altri nomi con cui venne nel corso del tempo indicato l'atollo furono: Fayo o Faiau (in lingua woleai, traslitterato in inglese come Fayaew), Fallao (in spagnolo), Girimesu o Gurimesu (in giapponese).
A seguito del Trattato tedesco-spagnolo del 1899 la Spagna, che precedentemente deteneva il controllo dell'area, cedette i suoi possedimenti nella zona all'Impero tedesco. Nel 1905 l'amministratore tedesco di Yap visitò le isole della zona, tra cui Gaferut, lasciandone un resoconto in cui menzionava la presenza di una ricca vegetazione sull'isola, l'avvistamento di numerosi nidi di uccelli marini e i danni provocati da una recente tempesta. Nel 1907 una spedizione finanziata dall'amministrazione tedesca esplorò gli atolli in cerca di depositi di guano, risorsa molto preziosa in quanto ricca di fosfato, riscontrandone la presenza anche su Gaferut, tuttavia le successive operazioni di estrazione per lo sfruttamento si concentrarono su altre isole dell'area.
Con il Trattato di Versailles (1919) il dominio sulla zona di Yap passò all'Impero giapponese, che già da alcuni anni aveva esteso la sua area di influenza nell'attuale Micronesia. I giapponesi furono i primi a sfruttare le risorse di Gaferut creando sull'isola un impianto per l'estrazione dei minerali ricchi di fosfati. Durante il controllo nipponico approdarono sull'isola anche alcune missioni scientifiche interessate allo studio della flora e della geologia. A seguito della sconfitta giapponese nella Seconda guerra mondiale l'isola venne abbandonata ma i resti della presenza umana erano ancora visibili a metà degli anni Cinquanta.
Nel 1954 una spedizione scientifica statunitense partita da Guam e diretta a Kapingamarangi visitò l'atollo di Gaferut lasciando una dettagliata descrizione della fauna e della flora.